# Laureliopsis philippiana

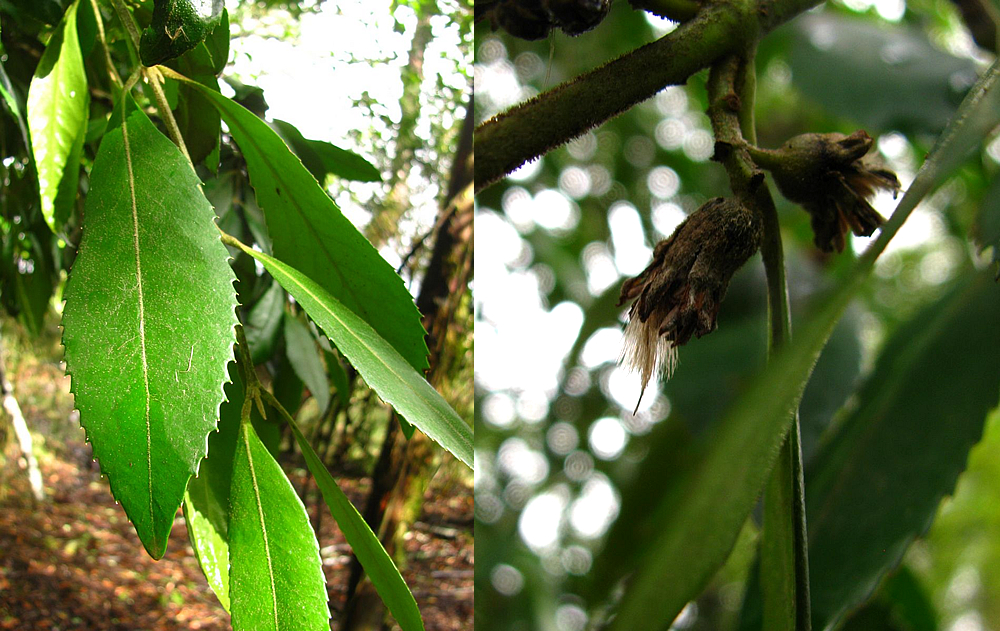
Blätter und Früchte

Laureliopsis philippiana, der Tepa oder Huahuán, ist ein Baum in der Familie der Atherospermataceae aus dem mittleren bis südlichen Chile und Argentinien. Es ist die einzige Art der Gattung Laureliopsis.

## Beschreibung
Laureliopsis philippiana wächst als immergrüner Baum bis über 30 Meter hoch. Der Stammdurchmesser erreicht bis 1,4 Meter. Die Borke ist relativ glatt und gräulich.
Die einfachen, aromatischen Laubblätter sind gegenständig und kurz gestielt. Die Blattstiele sind behaart. Die Blätter sind ledrig, oberseits glänzend, unterseits heller, rundspitzig bis spitz, drüsenspitzig gesägt und eiförmig bis verkehrt-eiförmig oder elliptisch. Die Blätter sind bis 12 Zentimeter lang, unterseits heller und leicht behaart, sie besitzen einige Öldrüsen.
Laureliopsis philippiana ist andromonözisch, also mit männlichen und zwittrigen Blüten auf einem Exemplar. Die Blüten erscheinen in kurzen, achselständigen und behaarten, wenigblütigen, meist gemischten Trauben, Zymen. Die kleinen, männlichen oder mehrheitlich zwittrigen, kurz gestielten Blüten mit einfacher Blütenhülle sind weiß-rötlich. Es sind bis zu 7–9 außen fein behaarte, petaloide Tepalen an einem kleinen, behaarten und leicht becherförmigen Blütenbecher vorhanden. Es sind bei den männlichen Blüten 4 kurze Staubblätter mit zwei Anhängseln, Drüsen an der Basis und innen einige (4–8) Staminodien vorhanden. Bei den zwittrigen Blüten sind innen bis über 20 ungleiche Staminodien und außen 4 Staubblätter vorhanden. Bei den zwittrigen Blüten sind einige mittelständige, freie (bis 11) und genäherte Stempel mit schlanken Griffeln und fädigen Narben vorhanden.
Es werden kleine Sammelachänenfrüchte im urnenförmigen, holzigen, behaarten, sich aufspaltenden Blütenbecher (Scheinfrucht, Pseudocarp) mit beständigem Perianth und Androeceum gebildet. Die geschnäbelten Achänen sind langhaarig.

## Verwendung
Das mittelschwere und nicht besonders beständige Holz wird für einige Anwendungen genutzt.